# Корейская инвестиционная корпорация
Корейская инвестиционная корпорация (КИК) (한국투자공사) была основана в 2005 году для сохранения и укрепления долгосрочной покупательной способности национального благосостояния Республики Корея посредством эффективного управления государственными средствами на международных финансовых рынках. КИК управляет активами, доверенными ей Правительством, Банком Кореи и другими государственными фондами, определёнными в «Национальном финансовом акте». КИК напрямую вкладывает порученные и перепорученные ей активы во внешних менеджеров. Общая сумма активов, находящихся в ведении КИК на конец четвёртого квартала 2015 года, составила $91.8 млрд.

## Видение компании
Быть ведущим фондом национального благосостояния, который послужит основанием для экономического будущего нации посредством повышения уровня национального благосостояния.

## Миссия
- Повысить уровень национального благосостояния путем максимизации прибыли с учётом поправок на риск
- Вносить вклад в развитие национального финансового сектора[5]

## Управление

### Координационный комитет
Координационный комитет обсуждает и решает следующие вопросы (Статья 9 Акта об учреждении «КИК»: средне- и долгосрочная инвестиционная политика; изменение финансового положения (увеличение или уменьшение капитала); поручение активов КИК; назначение и смещение исполнительных директоров; утверждение бюджета и управление счетами; оценка эффективности управления КИК; проверка бизнеса. Инвестиционный подкомитет и подкомитет по управлению рисками поддерживают вопросы, относящимися к средне- и долгосрочной политике Координационного комитета. Подкомитет, ответственный за составлению бюджета, и подкомитет по оценке и возмещению убытков обсуждают вопросы, относящиеся к функционированию КИК и оценке её деятельности.
В состав членов Комитета входит шесть специалистов из частного сектора и три официальных члена, представляющих организации, которые доверили КИК активы, размер которых превышает установленный компанией, а именно, Министр стратегии и финансов Республики Корея, управляющий Банка Кореи и генеральный директор КИК. Шесть представителей от частного сектора выдвигаются Комитетом по выставлению кандидатур от гражданского населения и назначаются Президентом Республики Корея на срок в два года. Председатель Координационного комитета выбирается из числа гражданских представителей.

### Совет директоров
Совет директоров КИК состоит из генерального директора и директоров. Совет решает важные вопросы, которые должны быть затем направлены в Координационный комитет: использование чрезвычайных фондов, продвижение бюджета, вопросы, относящиеся к принятию, внесению поправок или отмене внутреннего регламента КИК, а также другие важные вопросы, которые Совет считает необходимыми для рассмотрения.

### Генеральный директор
Генеральный директор КИК назначается Президентом Республики Корея по рекомендации Министра стратегии и финансов через Президентский рекомендационный комитет и его кандидатура также обсуждается Координационным комитетом. Генеральный директор представляет КИК, возглавляет управление корпорацией, проводит встречи Совета директоров и выступает в качестве председателя таких встреч.

### Штатный аудитор
Согласно с национальным законом о «Инвестиционных корпорациях», КИК осуществляет аудиторскую функцию, независимую от руководства. Штатный аудитор на постоянной основе назначается Министром стратегии и финансов, чему предшествует обсуждение его кандидатуры в Координационном комитете. Он ответственен за проведении аудита предприятия и бухгалтерского учёта в КИК.

### Директора́
Директора́ назначаются и смещаются Генеральным директором, следующим указаниями Координационного комитета. Директора́ назначаются на срок до 3-х лет.

## Инвестиции
Инвестиционная деятельность(2015 4Q)
| Портфолио              | Активы под управлением(US$ млрд.) |
| Традиционные активы    | 79,2                              |
| Альтернативные активы  | 11,4                              |
| Специальные инвестиции | 1,2                               |
| Общая сумма            | 91,8                              |

### Традиционные инвестиции
Портфолио традиционных активов направлено на достижение стабильной прибыли с поправкой на риски путём инвестирования в обращающиеся на рынке ценные бумаги, в основном в акции и облигации.
Мировой финансовый кризис 2008 года, снижение кредитного рейтинга США и финансовый кризис в Европе временно уменьшили прибыль от традиционных активов. Тем не менее, портфолио традиционных активов принесло прибыль в размере 11,83 % в 2012 году, превысив показатель на 66 базисных пунктов на фоне сотрудничества в сфере глобальной политики. Совокупная прибыль за последние пять лет составила 3,72 % (в годовом исчислении), что выше установленного показателя на 3 базисных пункта.

### Альтернативные инвестиции
Альтернативные инвестиции имеют другую характеристику в отношении рисков и прибыли по сравнению с классом традиционных активов. КИК инвестирует в альтернативные активы в качестве дополнения к традиционным активам. Альтернативные инвестиции обычно состоят из активов, которые имеют низкую ликвидность и основаны на частных контрактах.
КИК начал инвестировать в частный акционерный капитал, недвижимое имущество и инфраструктуру в 2009 году и включил инвестирование в страховые фонды в начале 2010 года. В 2012 году КИК произвёл диверсификацию инвестирования в альтернативные активы с целью получения постоянной и стабильной прибыли.

### Специальные инвестиции
КИК распределяет свои активы в различных секторах с 2010 года, когда было запущено специальное инвестирование. КИК соответствующий уровень управления рисками и мониторинга систем, чтобы обеспечить стабильность портфолио специальных инвестиций. Специальные инвестиции управляются внутренне, а не внешне. КИК также использует специальные инвестиции с целью налаживания партнёрских отношений с другими фондами национального благосостояния и видными международными пенсионными фондами.

## Основные этапы деятельности КИК
Основные этапы деятельности КИК в период с 2005 по 2012 год:
- 2005 год
  - Март 2005: Принятие национального закона об «Инвестиционных корпорациях»
  - Июнь 2005: Учреждение Корейской инвестиционной корпорации
- 2006 год
  - Июнь 2006: Подписание соглашение об инвестиционном управлении с Банком Кореи
  - Октябрь 2006: Подписание соглашение об инвестиционном управлении с Министерством стратегии и финансов
- 2007 год
  - Апрель 2007: Начало инвестирования в мировые фонды
  - Август 2007: Начало инвестирования в мировые инвестиции внутреннего управления с фиксированной доходностью
- 2008 год
  - Март 2008: Начало инвестирования во внутреннее управление мировыми фондами
- 2009 год
  - Март 2009: Расширение команды по управлению рисками
  - Август 2009: Создание команды по альтернативному инвестированию
- 2010 год
  - Март 2010: Создание команды по специальному инвестированию
  - Июль 2010: Открытие филиала в Нью-Йорке
- 2011 год
  - Декабрь 2011: Открытие филиала в Лондоне
  - Декабрь 2011: Принятие долгосрочной стратегии роста 'Vision 2020'
- 2012 год
  - Октябрь 2012: Начало прямого инвестирования в континентальный Китай